# Eupatula ipsa
Eupatula ipsa là một loài bướm đêm trong họ Noctuidae.